# Krušnohorský tunel
Krušnohorský tunel, nebo také Podkrušnohorský úpatní tunel, je plánovaný železniční tunel s parametry vysokorychlostní trati, který se bude nacházet na novém železniční spojení Drážďany–Praha. Dle zvolené varianty má být min. 26 km dlouhý, z toho 11,7 km na českém území.

## Historie
V roce 2017 byla schválena příprava vysokorychlostních tratí, v plánu i nadále zůstávají úseky určené pro 200 km/h. Tehdejší premiér Bohuslav Sobotka začátek stavby vysokorychlostní trati do Drážďan odhadoval na rok 2035.  Ale poslanci rozhodli, že trať se má stavět již v roce 2025 a v roce 2035 má být hotová.
V roce 2018 se začala chystat studie na trasu vysokorychlostní tratě přes Ústí nad Labem: zjistí se možnosti zastávky v Západním nádraží a vedení kolem Ústí. První etapa studie se zaměřovala na trasu tratě na Českém území; prověřovaly se varianty, že Ústí nad Labem nebude primárně obslouženo, ale jako smysluplné se jevilo zapojení trati do ústeckého železničního uzlu. V květnu roku 2018 se rozhodlo, že Podkrušnohorský úpatní tunel budou projektovat Němci, a že v tunelu se bude jezdit podle německých pravidel.
V roce 2019 byl k dispozici první definitivní výsledek studie proveditelnosti, trasa VRT povede přes Ústí nad Labem, kde se postaví nové centrální nádraží. Geologové začali mapovat podloží v plánované trase tunelu.
V roce 2020 se Německo a Česko se dohodly na financování Krušnohorského úpatního tunelu. Česká republika bude financovat 47 % nákladů a Spolková republika Německo bude financovat 53 % nákladů. Tento poměr odpovídá i délce vedení trasy na území České republiky a Spolkové republiky Německo.
V roce 2024 by měla být vybrána konečná varianta tunelu a tunel by měl získat územní rozhodnutí. Stavba by měla začít v roce 2028 a do provozu by měla být uvedena v roce 2038.

## Parametry stavby

### Parametry tunelu
Tunel má být projektován podle kategorie M230 podle Deutsche Bahn, ta umožňuje maximální rychlost nákladních vlaků 120 km/h a maximální rychlost osobních vlaků na 230 km/h.

### Parametry trati
Na trati by se mělo jezdit rychlostí 250–350 km/h a vytížení trati by se mělo pohybovat kolem 4 000 – 9 000 osob za den. Jízdní doba pro vlaky z Ústí nad Labem do Drážďan by měla být 24 minut.